# Monica Kock
Monica Helena Johanna Kock (San Nicolas, 28 november 1963) is een Arubaans advocate en voormalig politica. Tussen 2005 en 2009 was zij lid van de Staten van Aruba. Zij richtte als eerste vrouw op Aruba een politieke partij op en wordt beschouwd als de eerste vrouwelijke politiek leider.

## Levensloop
Monica Kock is geboren en getogen in het district San Nicolas en heeft een Nederlandse moeder en een Arubaanse vader. Haar vader, Virgilio Kock, van beroep architect, was een prominent politicus van de PPA. Zij doorliep het Colegio Arubano en ging in 1982 rechten studeren aan de Radboud Universiteit in Nijmegen. Na haar afstuderen in 1988 trad ze in Arubaanse overheidsdienst bij het Centraal Bureau voor Juridische Zaken. Na een jaar stapte zij over naar het bedrijfsleven als juridisch adviseur van de Caribbean Mercantile Bank, de Arubaanse vestiging van de Maduro & Curiel's Bank. Op 15 juni 1991 werd ze als advocate beëdigd en begon in 1996 een eigen advocatenpraktijk.
Tijdens haar loopbaan heeft Kock verschillende bestuurlijke functies bekleed, waaronder voorzitter van de Speciale Commissie Obesitas en van de stichtingen Guiami, Aruba Down Syndrome en Monument Juancho Yrausquin, ondervoorzitter van de Stichting Voortgezet Onderwijs Aruba, commissaris van Aruba Airport Authority NV en lid van de Raad van Toezicht voor Advocaten en van de Raad van Appel voor Advocaten. Zij is de eerste vrouw, die gekozen werd tot deken van de Arubaanse Orde van Advocaten. Kock is plv. raadslid van de Sociaal-Economische Raad Aruba en was in 2022 voorzitter van de Kamer van Koophandel Aruba. Op aanwijzing van de president van het Gemeenschappelijk Hof van Justitie van Aruba, Curaçao, Sint Maarten en van Bonaire, Sint Eustatius en Saba was zij van 2021 tot 2024 voorzitter van de Electorale Raad van Aruba en opvolger van Glenn Thodé.
Gemotiveerd om haar toekomstvisie en ervaringen als politica te delen publiceerde zij in 2008 het boek Tuma mi man y cana cu mi ("Neem mijn hand en loop met mij mee") en hield als gecertificeerd leiderschapscoach lezingen voor met name jongeren en vrouwen in Aruba, Bonaire, Curaçao en Nederland.
Kock is gehuwd geweest en heeft twee dochters.

## Politieke carrière
Kock debuteerde op plek nr. 3 op de PPA-lijst bij de statenverkiezingen in 2001. Zij behaalde 885 stemmen. Kort hierna werd zij gekozen tot partijvoorzitter als eerste vrouw ooit in deze functie. Na interne strubbelingen over de herstructurering van de partij stapte zij in mei 2005 op. Kort voor de verkiezingen in 2005 richtte Kock de Movimiento Patriotico Arubano (MPA) op en werd haar politiek leider. Met 3688 behaalde stemmen werd de MPA de op twee na grootste partij. Lijsttrekker Kock kreeg 2700 stemmen, wat haar tot de vierde kandidaat met het hoogste aantal stemmen maakte. Na haar aantreden als statenlid op 29 oktober 2005 richtte zij zich op de terreinen onderwijs en gezondheid. Zij diende drie initiatiefwetten in; deze betroffen het huisverbod in geval van huiselijk geweld, verhoging van de leeftijdsgrens voor het kopen van alcohol van 16 naar 18 jaar en wijziging van de Landsverordening Toelating en Uitzetting met betrekking tot de status van gezin en landskinderen. Bij de verkiezingen in 2009 haalde de partij de kiesdeler niet en verloor zij haar zetel. Kock stapte hierna uit de politiek en de MPA werd non-actief.